# Florence Giorgetti
Florence Giorgetti (Párizs, 1944. február 15. – Párizs, 2019. október 31.) francia színésznő.

## Fontosabb filmjei
- Elveszett illúziók (Boulevard du Rhum) (1966, tv-film)
- Rum bulvár (Boulevard du Rhum) (1971)
- A nagy zabálás (La grande bouffe) (1973)
- Une saison dans la vie d'Emmanuel (1973)
- Moi je veux voir la mer...  (1974)
- A cigány (Le Gitan) (1975)
- Mindenkinek a maga keresztje (À chacun son enfer) (1977)
- A csipkeverőnő (La dentellière) (1977)
- Flashing Lights (1978)
- Az Ők felesége (Attention une femme peut en cacher une autre!) (1983)
- Escalier C (1985)
- Papillon du vertige (1987)
- Once More (1988)
- Une minute de silence (1998)
- L'examen de minuit (1998)
- En vacances (2000)
- Éljen Algéria! (Viva Laldjérie) (2004)